# Pablo Soto Bravo
Pablo Soto Bravo (Madrid, 1979) és un desenvolupador de programari i polític espanyol, creador de programes d'intercanvi P2P com Manolito, Blubster i Piolet. Va ser regidor de l'Ajuntament de Madrid entre 2015 i 2019.
Nascut el 1979 a Madrid, Soto, programador autodidacta, va llançar en 2001 l'aplicació P2P Blubster, considerada com el Napster espanyol. També va desenvolupar Manolito i Piolet. Soto, que pateix distròfia muscular, es mou en cadira de rodes.
El 2008 Promusicae, Warner, Universal, EMI i Sony BMG van presentar una querella contra Soto per una pretesa «infracció de la propietat intel·lectual i competència deslleial» amb relació a les aplicacions P2P que va desenvolupar. El 2011, la justícia va absoldre a Soto; la seva defensa va anar a càrrec dels advocats David Bravo i Javier de la Cueva.
Activista del Moviment 15M, Soto seria posteriorment integrant de l'equip de Participació Ciutadana inicial de Podem.
Candidat al número 8 de la llista d'Ara Madrid de cara a les eleccions municipals de 2015 a Madrid, va resultar electe regidor de l'Ajuntament de Madrid. Després de l'investidura de Manuela Carmena com a alcaldessa el 13 de juny de 2015, Soto va ser nomenat titular de l'Àrea de Govern de Participació Ciutadana, Transparència i Govern Obert. Durant el seu mandat al front de l'àrea de Govern de Participació Ciutadana, Transparència i Govern Obert Soto va impulsar la plataforma digital de participació ciutadana Decide Madrid, premiada per l'ONU en 2018 amb el guardó al millor servei públic de l'any.
Va ser inclòs com a candidat al número 4 de la llista de Més Madrid per a les eleccions municipals de 2019 a Madrid. Reelegit regidor, va passar a l'oposició. A l'octubre de 2019 Soto va renunciar a la seva acta de regidor, després d'haver estat l'objecte d'una acusació canalitzada a través del protocol antiassetjament de Més Madrid d'un presumpte cas d'assetjament sexual a una militant.